# Pallavicinia baldwinii
Pallavicinia baldwinii là một loài rêu trong họ Pallaviciniaceae. Loài này được (Austin) A. Evans mô tả khoa học đầu tiên năm 1891.